# Redlynch (Queensland)
Redlynch è un sobborgo di Cairns, Queensland, Australia. Ha una popolazione di 9 728 abitanti.